# Петнаеста словеначка ударна бригада
Петнаеста словеначка ударна бригада (позната и под називом Белокрањска бригада) формирана је 28. септембра 1943. године у Буторају код Метлике од Источнодолењског НОП одреда. Имала је 4 батаљона са око 1000 бораца. До краја рата дејствовала је у саставу Петенаесте дивизије НОВЈ. 

## Борбени пут бригаде
У почетку је имала задатак да штити слободну територију у Белој крајини, садејствујући у Жумберку и Покупљу са Тринаестом пролетерском бригадом „Раде Кончар”, Жумберачко-покупским и Карловачким НОП одредом. У немачкој Октобарској офанзиви, заједно са 13. пролетерском бригадом, водила је тешке борбе на линији Метлика-Озаљ-Драганићи, да би обезбедила евакуацију рањеника, цивилног становништва и  материјала из Жумберка према Плешивици. Потом је чистила Белу крајину од словеначких домобрана, који су после завршетка офанзиве запосели већа места. Приликом тог чишћења заробила је 5. новембра Рупникову цивилну управу за Белу крајину. Дејствујући на друму Метлика-Ново Место, уништила је 16 окупаторових моторних возила, а 22. новембра пребацила се код Винице преко Купе и водила тешке борбе са СС-јединицама код Точка и Гаћешког Села на реци Мрежници. У децембру се поновно пребацила у Белу крајину, садејствујући и даље са хрватским партизанским јединицама у Виводини, Жумберку и Покупљу.
У 1944. години учествовала је у свим значајнијим борбама 15. дивизије. Од јануара дејствовала је дуж друма Љубљана-Велике Лашче-Рибница-Кочевје, нападала немачке транспортне моторизоване колоне, које су саобраћале између Љубљане и Кочевја, и заједно са другим бригадама 15. дивизије онемогућавала оправку пруге између та два места.  Краје фебруара учествовала је у уништењу немачко-белогардијских упоришта у селима Зденској Васи и Светом Антону. У марту је дејствовала у рејону Гросупље, Вишња Гора, Стична, а затим се пребацила на Горјанце, бранећи Белу крајину на њеним северним границама. После несупелог напада на непријатељево упориште Шентјернеј 30. априла, у току мајске офанзиве Седмог корпуса НОВЈ у Сухој крајини, бригада је неколико пута демонстративно напала немачко-домобранску посаду у Новом Месту и одбијала нападе непријатеља из Новог Места и Костањевице према Горјанцима. Затим је пребачена у Нотрањску, краће време дејствовала у Церкничкој долини, на Рактничкој висоравни и дуж пруге Логатец-Боровница, а од средине јуна заузела белогардијско упориште Кричка Вас. У Сухој крајини дејствовала је целог лета, водећи с осталим снагама 15. и 18. дивизије тешке борбе с Немцима и домобранима, који су појачали нападе на ослобођене територије, ради ослобођења комуникације Љубљана-Ново Место и долином реке Крке. Крајем октобра водила је борбе у рејону Шентвид, Вишња Гора, Стична.
Новембар и децембар 1944. поновно је провела у Сухој крајини, а потом на скетору Требње, Добрнич, Обчине од 1. до 4. јануара 1945, око Новог Места у другој половини јануара и у ширем рејону Жужемберка у фебруару 1945. године. Марта и априла 1945. водила је вандредно оштре борбе с немачким и квислиншким снагама у источном делу Сухе крајине и Кочевском рогу. Учествовала је у осообођењу Готенца и Грчарица 3-4. маја, заједно са снагама 18. дивизије, Гросупља 6. маја и Љубљане 7-9. маја.
Одликована је Орденом братства и јединства и Орденом заслуга за народ.

## Командни састав
Команданти:
- Антон Згонц-Васја (од 28. септембра 1943. до 10. априла 1944)
- Тоне Жнидарич-Штефан (од 10. априла 1944. до 28. јуна 1944)
- Штефан Павшич-Јур (од 28. јуна 1944. до 12. августа 1944)
- Карел Димник-Чали (од 14. августа 1944. до 1. марта 1945)
- Алојз Голоб (од 3. марта 1945. до маја 1945)

Политички комесари:
- Нико Шилих-Борис Никич (од 28. септембра 1943. до 17. јануара 1943)
- Франц Турнер-Костја (од 20. јануара 1944. до 3. марта 1944)
- Јоже Јакомин-Црни (од 3. марта 1944. до 10. јануара 1945)
- Август Дурјава (од 10. јануара 1945. до 11. марта 1945)
- Антон Грошељ (од 15. марта 1945. до 27. марта 1945)
- Франта Комел (од 8. априла 1945. до маја 1945)

Начелници штаба:
- Алојз Бизјак-Лука (од 20. фебруара 1944. до 1. маја 1944)
- Карел Пирш (од 1. маја 1944. до 25. јула 1944)
- Иван Пездирц-Славо (од 12. августа 1944. до 27. децембра 1944)
- Полде Јерман (од 27. децембра 1944. до 27. априла 1945)
- Франц Усеник (од 27. априла 1945. до маја 1945)